# Aremark
Aremark er en kommune i  Østfold fylke i Norge. Den grænser til Sverige i øst. Ellers omgives den af de norske kommunerne Marker i nord, Rakkestad i vest og Halden i syd. Den var en del af  Viken fylke som blev etableret 1. januar 2020, men opløst fra 1. januar 2024.
Haldenvassdraget strækker sig gennem kommunen. Det er omkring 600 hytter i kommunen.
Folkeetymologien kobler navnet til den ene af to søstre, Ida og Ara, som boede i hver sin bygd i grænseskovene. Formentlig stammer navnet fra sammenkoblingen af navnet på søen Are og Mark som betyder skov.